# 작은땃쥐쥐
작은땃쥐쥐(Bunomys fratrorum)는 쥐과에 속하는 설치류의 일종이다. 인도네시아 술라웨시섬 북동부 지역에서만 발견된다. 자연 서식지는 열대 기후 지역의 건조림이다. 서식지 감소로 위협을 받고 있다.